# Западна Германия
Западна Германия е неофициалното наименование на Федерална република Германия (съкратено ФРГ) в периода от нейното създаване през май 1949 г. до Обединението на Германия на 3 октомври 1990 г., когато Източна Германия (официално: Германска демократична република) се присъединява към Западна Германия.
С това обединение приключва 40-годишното разделение на Германия и столицата Берлин. След обединението от 1990 г. увеличената Федерална република Германия продължава да съществува, но вече широко известна като Германия.
Нерядко името на Федерална република Германия се използва неправилно, включително и чрез съкращенията ФРГ и ГФР (от по-старото наименование Германска федерална република), за да обозначи западната от двете германски държави, образувани няколко години след окупацията на Германия след Втората световна война.
Федерална република Германия е провъзгласена на 23 май 1949 г., включвайки британската, френската и американската окупационна зона, със столица Бон. Обявена е за „напълно независима“ на 5 май 1955 г.
Територията на Западен Берлин, подобно съставена от британската, френската и американската окупационна зона в града, формално не влиза в състава на Западна Германия, макар че политически, икономически и културно е тясно свързана с нея, а не с обкръжаващата я териториално Германска демократична република. Територията на Източен Берлин е включена, както и останалата част от съветската окупационна зона, в състава на ГДР и е нейна столица.